# Entolioidesidae
Entolioidesidae zijn een uitgestorven familie van tweekleppigen uit de orde Pectinida.